# Christian Ravius
Christian Ravius, född 25 januari 1613 i Berlin, död 21 juni 1677 i Frankfurt an der Oder, var en tysk orientalist, verksam i bland annat Sverige som professor och riksbibliotekarie samt rektor för Uppsala universitet.
Christian Ravius blev 1630 student och 1636 filosofie magister i Wittenberg. Efter besök i Holland och England, då han stiftade bekantskap med Hugo Grotius och James Ussher, sattes han 1639 i tillfälle att resa till Smyrna och Konstantinopel samt färdas i Mindre Asien, där han samlade nära 1000 handskrifter på olika språk som han 1642 hemsände till Europa. Det mest berömda av dessa, codex Ravianus, bär hans namn. 1643 blev Ravius professor i Utrecht, 1645 i Amsterdam och 1648 i Oxford samt utgav en mängd skrifter rörande Österlandets språk. 
Genom Johan Freinshemius lät drottning Kristina inbjuda Ravius till Uppsala, där han 1650 blev extraordinarie professor i österländska språk och året därpå ordinarie. Det var i synnerhet Ravius kunskaper i arabiska som gjorde honom eftertraktad till befattningen. Denna befattning innehade han till 1655 och åter från 1659 till 1669, och 1663 var han rektor för Uppsala universitet. Dessemellan var han riksbibliotekarie. Nordisk familjebok anger att han i ingendera befattningen utvecklade någon synnerligt nit, och att han låg i delo med sina medlärare inom teologiska fakulteten för sina tillämnade lärda verk, samt antyder att det var därför han lämnade Sverige 1669. Alexander Chalmers hävdar i stället att det var Ravius stora familj och låga lön i Sverige som var orsaken.
I Kiel, dit han sedan begav sig, utkom hans Unica vera et infallibilis chronologia liblica (1670). 1672 blev Ravius professor i österländska språk i Frankfurt an der Oder, där han slutade sitt liv.